# Real Bamako
Association Sportive du Real de Bamako, denumit în mod obișnuit Real Bamako, este un club de fotbal malian cu sediul în Bamako. Ei joacă în prima divizie, divizia de top în fotbalul din Mali. Stadionul lor de origine este Stade Modibo Keïta.

## Legături externe
- https://www.youtube.com/watch?v=dnvvBGygRVg